# クリストフ・ドミニシ
クリストフ・ドミニシ (Christophe Dominici, 1972年5月20日 - 2020年11月24日)はフランス・トゥーロン（ヴァール県）出身の元ラグビー選手。ウィング (WTB)あるいはフルバック (FB)として、フランス代表とスタッド・フランセ・パリでプレーしていた。
サッカー選手としてキャリアをスタートしたが、後にラグビーに転向。まず、スタンドオフとしてプレーをし、次いでセンターとなり、最終的にウィングのポジションに落ち着いた。
2007年5月、自伝『心はブルー (Bleu à l'âme)』を発表した。
2020年11月24日、ドミニシはパリ近郊の公園で死亡しているのが発見された。

## 経歴

### サッカーからラグビーへ
クリストフ・ドミニシはスポーツ選手としてのキャリアをサッカーから始めた。父親がコルマールやイエール (Hyères)のチームでゴールキーパーをしていた関係からで、ドミニシは自宅のあったヴァール県のソリエス＝ポンで非常に若い時にサッカー連盟への登録をしている。この頃、18歳以下の全国大会であるガンバルデラ杯でリリアン・テュラムが所属するASモナコと戦って敗れている。
ラ・ボーケールとの試合の際に乱闘が起こり、気づくともう1人のチームメイトとたった2人で敵チームの選手11人を相手に乱闘をしていた。他のチームメイトたちは逃げ出していたのである。このことが原因でサッカーをやめ、よりチームプレーが重要とされるスポーツ、ラグビーへと転向した。
17歳のとき、ソリエス＝ポンのラグビーチームに入る。地方大会でまずスタンドオフとしてプレーし、チームは3部リーグに昇格。ドミニシは1軍とジュニアの部の両方で試合に出ていた（特にジュニアの部では地方大会で数々のタイトルを獲得した）。
二年後、2部に昇格したラ・ヴァレットに移籍。ここではセンターにポジションを移してプレーしていたが、チームは一試合差で1部昇格をのがす。ラ・ヴァレットで2年間過ごした後、ドミニシは移籍シーズンの最終日にトゥーロンの会長ヴィクトール・アゴスティーニを介してRCトゥーロンからコンタクトを受けた。

### トゥーロンでのキャリア
このようにして、クリストフ・ドミニシはコート・ダジュールのメジャーチームであるRCトゥーロンでプレーすることになり、ウィングのポジションに移った。何度かスタメンに選ばれることもあったが、ほとんどは控えだった。トゥーロンでの初試合の相手はペルピニャン、初スタメンの相手はボルドーだった。その当時のボルドーの監督は前フランス代表監督であるベルナール・ラポルトだった。
ドミニシはトゥーロンに4年間在籍していたが、ちょうどこのときフランスラグビーはプロ化への転換期にさしかかっていた。RCトゥーロンはこれにうまく対応できず、その結果が後のチームの凋落に繋がるわけであるが、ドミニシは監督ジャン＝クロード・バラトールに会いに行き、自身の給料および選手全員の給料を上げるよう要求するが、受け入れられなかった。
そこで同僚のフランク・コンバと共にマックス・ガッジーニにコンタクトをとった。ガッジーニは1部に昇格したばかりのチーム、スタッド・フランセ・パリの会長であり、クラブをフランスで有数の強豪チームに育てようとしていた。

## キャリア

### クラブ
- 1989 - 1991: ソリエス＝ポン (Solliès-Pont)
- 1991 - 1993: ラ・ヴァレット (La Valette)
- 1993 - 1997: RCトゥーロン
- 1997 - 2008: スタッド・フランセ・パリ

### フランス代表
1998年2月7日、ファイブネイションズ（現シックスネイションズ）のイングランド戦で初キャップ。この試合でドミニシは1トライをあげ、1トライ防がれたもののフランスは24-17で勝利した。
ドミニシはラグビーワールドカップ1999の準決勝でニュージーランドを相手に決めたトライで名を成した。
ラグビーワールドカップ2007後、2008年1月6日に代表引退を表明。これからは自分のクラブであるスタッド・フランセ・パリに100％貢献したい、2011年のワールドカップに向けて若手選手を中心にチーム作りを進めていって欲しいと語った。

## タイトル

### クラブ
- Top14
  - 優勝: 1998, 2000, 2003, 2004, 2007
  - 準優勝: 2005
- ハイネケンカップ
  - 準優勝: 2001, 2005
- フランス・カップ
  - 優勝: 1999
  - 準優勝: 1998
- ジュニアの部、ヴァール県大会優勝。

### フランス代表
- 67セレクション。
- 25トライ、125得点。
- 年ごとのセレクション：4(1998), 10(1999), 4(2000),8(2001), 9(2003), 7(2004), 5(2005), 8(2006), 12(2007)
- シックス・ネイションズ
  - グランドスラム: 1998, 2004
  - 優勝：2006, 2007

### ワールドカップ
- 1999年：5セレクション（カナダ、フィジー、アルゼンチン、ニュージーランド、オーストラリア）。
- 2003年：5セレクション（フィジー、日本、スコットランド、アイルランド、イングランド）。
- 2007年：5セレクション（アルゼンチン、グルジア、ニュージーランド、イングランド、アルゼンチン（三位決定戦））。

3大会で15試合に出場。ワールドカップでのトライ数は8であり、フランス代表では最多記録である。

### 個人受賞歴
- オスカー・ミディ・オランピック
  - 金賞: 2000
  - 銀賞: 1999, 2005

## 関連作品
- Dominici, Christophe; Dominique Bonnot (2007-04-30) (フランス語). Bleu à l'âme. Paris: Le Cherche Midi. ISBN 978-2-7491-0858-2